# جيم ديفيد
جيم ديفيد (بالإنجليزية: Jim David)‏ هو لاعب كرة قدم أمريكية أمريكي، ولد في 2 ديسمبر 1927 في فلورنس في الولايات المتحدة، وتوفي في 29 يوليو 2007 في ديترويت في الولايات المتحدة.

## وصلات خارجية
- جيم ديفيد على موقع مرجع كرة القدم المحترفة.كوم (الإنجليزية)